# Alain Crête
Pour les articles homonymes, voir crete.
Alain Crête est un journaliste sportif québécois né le 13 août 1958 à Québec et diplômé en sciences politiques de l'Université Laval.
Il est commentateur sportif à l'émission de radio Puisqu’il faut se lever, ainsi qu'au Réseau des sports depuis 1993. Il a débuté en 1979 à CKCV, où il était lecteur de nouvelles. Il a aussi décrit les matchs des Nordiques de Québec sur les ondes de CJRP 1060 AM et CHRC 80 AM. Il a travaillé pour CFCM-TV (TVA) en 1981 ; de 1986 à 1993, il a travaillé pour TQS. Il a aussi été commentateur sportif à Radio-Canada durant Jeux olympiques d'hiver de 2002 à Salt Lake City.
Alain Crête collabore en tant que journaliste sportif quotidiennement aux côtés de Paul Arcand pour son émission matinale, Puisqu'il faut se lever, sur les ondes du 98,5 FM.
Il est le père d'Elisabeth Crête qui co-anime à l'émission « Bouchard en parle » à la station FM93 de Québec.